# Даніель Тітус
Даніель Тітус (13 серпня 2002) — барбадоська плавчиня.
Учасниця Олімпійських Ігор 2020 року, де на дистанції 100 метрів на спині посіла 37-ме місце і не потрапила до півфіналів.